# Festival do Livre Olhar
Festival do Livre Olhar - FLO é um festival de cinema do Brasil, realizado desde 2003 em Porto Alegre. O FLÕ se difere dos demais festivais nacionais por seu caráter subversivo e livre, dando preferência para filmes experimentais e autorais. Idealizado pelo grupo Cinema 8ito, o FLÕ vem ajudando a definir o panorama do cinema alternativo brasileiro em itinerâncias nacionais e internacionais. 